# Cuamaxalco
Cuamaxalco är en ort i Mexiko.   Den ligger i kommunen Jopala och delstaten Puebla, i den sydöstra delen av landet, 160 km nordost om huvudstaden Mexico City. Cuamaxalco ligger 1 207 meter över havet och antalet invånare är 301.
Terrängen runt Cuamaxalco är huvudsakligen lite bergig. Cuamaxalco ligger uppe på en höjd. Runt Cuamaxalco är det ganska tätbefolkat, med 86 invånare per kvadratkilometer. Närmaste större samhälle är Xicotepec de Juárez, 13,9 km nordväst om Cuamaxalco. I omgivningarna runt Cuamaxalco växer i huvudsak städsegrön lövskog.